# Anni 830 a.C.
Gli anni 830 a.C. sono il decennio che comprende gli anni dall'839 a.C. all'830 a.C. inclusi.

## Morti
- Atalia di Giuda, re834 a.C.
- Lutipri, re armeno